# Olympische Sommerspiele 1960/Teilnehmer (Iran)
| Gelbes Symbol für Goldmedaillen mit stilisierten Olympischen Ringen | Graues Symbol für Silbermedaillen mit stilisierten Olympischen Ringen | Braundes Symbol für Bronzemedaillen mit stilisierten Olympischen Ringen |
| ------------------------------------------------------------------- | --------------------------------------------------------------------- | ----------------------------------------------------------------------- |
| —                                                                   | 1                                                                     | 3                                                                       |

Der Iran nahm an den Olympischen Sommerspielen 1960 in der italienischen Hauptstadt Rom mit einer Delegation von 23 männlichen Sportlern an 24 Wettbewerben in fünf Sportarten teil.
Seit 1900 war es die fünfte Teilnahme des Iran an Olympischen Sommerspielen.
Jüngster Athlet war mit 22 Jahren und 19 Tagen der Ringer Mansour Mehdizadeh, ältester Athlet der Ringer Yaqub-Ali Shourvarzi (36 Jahre und 121 Tage).

## Flaggenträger
Der Gewichtheber Mohammad Jafar Salmasi trug die Flagge des Iran während der Eröffnungsfeier im Olympiastadion.

## Medaillen
Mit einer gewonnenen Silber- und drei Bronzemedaillen belegte das iranische Team Platz 27 im Medaillenspiegel.

### Silber
| Gholamreza Takhti | Ringen | Halbschwergewicht |

### Bronze
| Esmail Khah               | Gewichtheben | Bantamgewicht  |
| Mohammad Paziraei         | Ringen       | Fliegengewicht |
| Mohammad Ebrahim Seifpour | Ringen       | Fliegengewicht |

## Teilnehmer nach Sportarten

### Boxen
- Sadegh Aliakbarzadeh
  - Bantamgewicht

Rang 17
Runde eins: Freilos
Runde zwei: Niederlage nach Punkten gegen Muhammad Nasir aus Pakistan (292:292 - 59:57, 58:59, 59:59 (Runde verloren), 58:58 (Runde verloren), 58:59)

- Vazik Kazarian
  - Halbweltergewicht

Rang 17
Runde eins: Freilos
Runde zwei: Punktniederlage gegen Bobby Kelsey aus Großbritannien (2:3 Runden, 292:295 Punkte – 58:59, 59:59 (Runde gewonnen), 59:59 (Runde verloren), 59:58, 57:60)

- Ezaria Ilkhanoff
  - Fliegengewicht

Rang neun
Runde eins: Freilos
Runde zwei: Punktsieg gegen James Badrian aus Rhodesien (4:1 Runden, 298:291 Punkte – 60:59, 59:60, 59:58, 60:56, 60:58)

- Amir Yavari
  - Weltergewicht

Rang neun
Runde eins: Freilos
Runde zwei: Punktsieg gegen Alfredo Cornejo aus Chile (3:2 Runden, 290:294 – 57:60, 56:60, 59:58, 59:58, 59:58)
Runde drei: Sieg gegen Leszek Drogosz aus Polen nach Punkten (0:5 Runden, 286:300 Punkte – 58:60, 56:60, 57:60, 58:60, 57:60)

### Gewichtheben
- Hassan Esmaeil Elmkhah
  - Bantamgewicht

Finale: 330,0 kg, Rang drei 
Militärpresse: 97,5 kg, Rang vier
Reißen: 100,0 kg, Rang vier
Stoßen: 132,5 kg, Rang zwei

- Amiri Mangashti
  - Leichtschwergewicht

Finale: 390,0 kg, Rang zehn
Militärpresse: 120,0 kg, Rang zwölf
Reißen: 120,0 kg, Rang sieben
Stoßen: 150,0 kg, Rang 14

- Ali Safa-Sonboli
  - Federgewicht

Finale: Wettkampf nicht beendet (DNF)
Militärpresse: 92,5 kg, Rang 13
Reißen: kein gültiger Versuch
Stoßen: Wettkampf nicht angetreten

- Henrik Tamraz
  - Leichtgewicht

Finale: 347,5 kg, Rang 14
Militärpresse: 112,5 kg, Rang acht
Reißen: 105,0 kg, Rang 15
Stoßen: 130,0 kg, Rang 17

- Mohammad Ami-Tehrani
  - Mittelgewicht

Finale: 392,5 kg, Rang sechs
Militärpresse: 117,5 kg, Rang acht
Reißen: 120,0 kg, Rang vier
Stoßen: 155,0 kg, Rang drei

### Leichtathletik
- Rouhollah Rahmani
  - Dreisprung

Qualifikationsrunde: Gruppe B, 14,70 Meter, Rang elf, Gesamtrang 30, nicht für das Finale qualifiziert
Versuch eins: 14,70 Meter
Versuch zwei: 13,52 Meter
Versuch drei: 14,42 Meter

### Ringen
Freistil
- Imam-Ali Habibi
  - Weltergewicht

Rang vier, ausgeschieden nach Runde fünf mit sieben Minuspunkten
Runde eins: Schultersieg gegen Choi Myong-jong aus Südkorea, null Minuspunkte
Runde zwei: Punktsieg gegen Åke Carlsson aus Schweden, ein Minuspunkt
Runde drei: Sieg nach Punkten gegen Muhammad Bashir aus Pakistan, zwei Minuspunkte
Runde vier: gegen Gaetano De Vescovi aus Italien nach Punkten gewonnen, drei Minuspunkte
Runde fünf: Schulterniederlage gegen Douglas Blubaugh aus den Vereinigten Staaten, sieben Minuspunkte

- Mohammad Khadem
  - Federgewicht

Rang acht, ausgeschieden nach Runde vier mit neun Minuspunkten
Runde eins: Schulterniederlage gegen Wladimir Rubaschwili aus der Sowjetunion, vier Minuspunkte
Runde zwei: Punktsieg gegen Louis Giani aus den Vereinigten Staaten, fünf Minuspunkte
Runde drei: Schultersieg gegen Gang Jeong-ho aus Südkorea, fünf Minuspunkte
Runde vier: Schulterniederlage gegen Tamiji Sato aus Japan, neun Minuspunkte

- Mansour Mehdizadeh
  - Mittelgewicht

Rang zwölf, ausgeschieden nach Runde drei mit sieben Minuspunkten
Runde eins: Schulterniederlage gegen Fred Thomas aus Neuseeland, vier Minuspunkte
Runde zwei: Punktsieg gegen Hans Antonsson aus Schweden, fünf Minuspunkte
Runde drei: Unentschieden gegen Hasan Güngör aus der Türkei, sieben Minuspunkte

- Mohammad Ebrahim Seifpour
  - Fliegengewicht

Rang drei 
Runde eins: Schultersieg gegen Dieter Gröning aus Australien, null Minuspunkte
Runde zwei: Schultersieg gegen Väinö Rantala aus Finnland, null Minuspunkte
Runde drei: Schultersieg gegen Lesław Kropp aus Polen, null Minuspunkte
Runde vier: Schultersieg gegen André Zoete aus Frankreich, null Minuspunkte
Runde fünf: Schultersieg gegen Ali Alijew aus der Sowjetunion, null Minuspunkte
Runde sechs: Punktniederlage gegen Ahmet Bilek aus der Türkei, drei Minuspunkte
Finalrunde: Niederlage nach Punkten gegen Matsayuki Matsubara aus Japan

- Yaghoub Ali Shourvarzi
  - Schwergewicht

Rang zehn, ausgeschieden nach Runde drei mit acht Minuspunkten
Runde eins: Schultersieg gegen Max Ordman aus Südafrika, null Minuspunkte
Runde zwei: Schulterniederlage gegen Sawkuds Dsarassow aus der Sowjetunion, vier Minuspunkte
Runde drei: Schulterniederlage gegen Wilfried Dietrich aus Deutschland, acht Minuspunkte

- Mostafa Tajik
  - Leichtgewicht

Rang vier
Runde eins: Schultersieg gegen Muhammad Ashraf-Din aus Pakistan, null Minuspunkte
Runde zwei: Punktsieg gegen Hayrullah Şahinkaya aus der Türkei, ein Minuspunkt
Runde drei: Schultersieg gegen Nazem Amin aus dem Libanon, ein Minuspunkt
Runde vier: Schultersieg gegen Tony Ries aus Südafrika, ein Minuspunkt
Runde fünf: Schulterniederlage gegen Enjo Waltschew aus Bulgarien, fünf Minuspunkte
Finalrunde: Punktniederlage gegen Shelby Wilson aus den Vereinigten Staaten

- Gholamreza Takhti
  - Halbschwergewicht

Rang zwei 
Runde eins: Schultersieg gegen Ghulam Mohiddin Gunga aus Afghanistan, null Minuspunkte
Runde zwei: Schultersieg gegen Patrick Parsons aus Australien, null Minuspunkte
Runde drei: Schultersieg gegen Shunichi Kawano aus Japan, null Minuspunkte
Runde vier: Schultersieg gegen György Gurics aus Ungarn, null Minuspunkte
Runde fünf: Schultersieg gegen Manie van Zyl aus Südafrika, null Minuspunkte
Finalrunde: Punktniederlage gegen İsmet Atlı aus der Türkei

- Mohammad Mehdi Yaghoubi
  - Bantamgewicht

Rang sieben, ausgeschieden nach Runde vier mit sechs Minuspunkten
Runde eins: Unentschieden gegen Hüseyin Akbaş aus der Türkei, zwei Minuspunkte
Runde zwei: Schultersieg gegen Vittorio Mancini aus San Marino, zwei Minuspunkte
Runde drei: Punktsieg gegen Im Gwang-jae aus Südkorea, drei Minuspunkte
Runde vier: Punktniederlage gegen Tadashi Asai aus Japan, sechs Minuspunkte

Griechisch-Römisch
- Ali Bani Hashemi
  - Bantamgewicht

Rang 17, ausgeschieden nach Runde zwei mit sechs Minuspunkten
Runde eins: Punktniederlage gegen Jiří Švec aus der Tschechoslowakei, drei Minuspunkte
Runde zwei: Niederlage durch Punktrichterentscheidung gegen Stipan Dora aus Jugoslawien, sechs Minuspunkte

- Hossein Mollaghasemi
  - Federgewicht

Rang sechs, ausgeschieden nach Runde mit sieben Minuspunkten
Runde eins: Punktsieg gegen Rauno Mäkinen aus Finnland, ein Minuspunkt
Runde zwei: Schultersieg gegen José António Gregório aus Portugal, ein Minuspunkt
Runde drei: Sieg nach Punkten gegen Lee Allen aus den Vereinigten Staaten, zwei Minuspunkte
Runde vier: gegen Mihai Șulț aus Rumänien nach Punkten gewonnen, drei Minuspunkte
Runde fünf: Schulterniederlage gegen Konstantin Wyrupajew aus der Sowjetunion, sieben Minuspunkte

- Mansour Hazrati
  - Mittelgewicht

Rang 14, ausgeschieden nach Runde drei mit acht Minuspunkten
Runde eins: Unentschieden gegen Pentti Punkari aus Finnland, zwei Minuspunkte
Runde zwei: Punktniederlage gegen Jiří Kormaník aus der Tschechoslowakei, fünf Minuspunkte
Runde drei: Niederlage nach Punkten gegen Kâzım Ayvaz aus der Türkei, acht Minuspunkte

- Mohammad Paziraei
  - Fliegengewicht

Rang drei 
Runde eins: Punktsieg gegen Maurice Mewis aus Belgien, ein Minuspunkt
Runde zwei: Punktniederlage gegen Osman El-Sayed von der Vereinigten Arabischen Republik, vier Minuspunkte
Runde drei: Punktsieg gegen Stefan Hajduk aus Polen, fünf Minuspunkte
Runde vier: Freilos
Finalrunde: Punktsieg gegen Iwan Kotschergin aus der Sowjetunion

### Schießen
- Gholam Hossein Mobaser
  - Kleinkaliber Dreistellungskampf

Qualifikation: Gruppe eins, 471 Punkte, Gesamtrang 71, nicht für das Finale qualifiziert
Kniend: 155 Punkte
Runde eins: 75 Punkte
Runde zwei: 80 Punkte
Liegend: 190 Punkte
Runde eins: 94 Punkte
Runde zwei: 96 Punkte
Stehend: 126 Punkte
Runde eins: 70 Punkte
Runde zwei: 56 Punkte

- - Kleinkaliber liegend

Qualifikation: Gruppe eins, 384 Punkte, Rang 18, für das Finale qualifiziert
Runde eins: 94 Punkte, Rang 23
Runde zwei: 99 Punkte, Rang drei
Runde drei: 96 Punkte, Rang 18
Runde vier: 95 Punkte, Rang 29
- .Finale: 567 Punkte, Rang 50
Runde eins: 98 Punkte, Rang elf
Runde zwei: 94 Punkte, Rang 39
Runde drei: 94 Punkte, Rang 49
Runde vier: 93 Punkte, Rang 52
Runde fünf: 94 Punkte, Rang 49
Runde sechs: 94 Punkte, Rang 48